# Cambarus hamulatus
Cambarus hamulatus — прісноводний рак, що походить із Теннессі та Алабами, США. Це печерний вид, відомий із 40 печер у всьому ареалі.